# 临塘乡
临塘乡，是中华人民共和国江西省赣州市龙南市下辖的一个乡镇级行政单位。

## 行政区划
临塘乡下辖以下地区：
临江村、西坑村、水口村、塘口村、大屋村和东坑村。